# Santa Teresa a Chiaia (Nápoly)
A Santa Teresa a Chiaia egy nápolyi templom. Az eredetileg Cosimo Fanzago által épített templomot az 1688-as földrengés után teljes egészében újjáépítették barokk stílusban. A bronz portálja két oldalán levő fülkéket szobrok díszítik. A Szent Terézt ábrázoló oltár Cosimo Fanzago műve, míg a freskókat Luca Giordano festette.